# Ако (село)
Ако (вірм. Հակկո) — село в марзі Арагацотн, на заході Вірменії. Основне населення села складають єзиди. Село розташоване за 16 км на захід від Талін, але нормальної дороги, що зв'язує із зовнішнім світом із села немає. Єдина ґрунтова дорога веде до села Гялто, що розташоване за 3 км на схід, але далі вона йде ще 2 км на схід і стає зовсім поганої якості. За 6 км на північний схід розташоване село Сорік. Це найближче село, де є асфальтована дорога, яка примикає до траси Єреван — Гюмрі. За 6 км на захід розташоване село Гетап, через яке проходить траса і залізниця з постійним рухом вздовж прикордонної з Туреччиною річкою Аракс.